# Oreonectes luochengensis
Oreonectes luochengensis är en fiskart som beskrevs av Yang, Wu, Wei och Yang 2011. Oreonectes luochengensis ingår i släktet Oreonectes och familjen grönlingsfiskar. Inga underarter finns listade i Catalogue of Life.